# 네스카페
네스카페(Nescafé)는 스위스에 본거지를 둔 식품회사 네슬레에서 판매하는 글로벌 커피 브랜드이다. 물만 붓는 것으로 커피를 간편하게 먹을 수 있는 제품에 대한 개발 요구에 따라, 1938년 처음 개발되어 상품화하였다. 명칭은 네슬레와 카페를 합성한 것이다.

## 개요
인스턴트 커피, 원두커피, 커피 음료, 캡슐 커피 등 다양한 종류의 커피 제품이 있으며, 특히 인스턴트 커피 분야에서는 세계 최대의 브랜드로 알려져 있다. 대한민국 등 일부 국가에서는 테이스터스 초이스(Taster's Choice)라는 제품명으로도 병행 판매되었었다. 이후 20년 넘게 사용했던 브랜드를 버리고 네스카페로 이름을 바꾼 후 커피믹스 시장 공략에 나섰다. 네스카페 브랜드의 인스턴트 커피, 네스카페 브랜드의 캔커피가 시판되었고, 최근 캡슐 커피 네스카페 돌체 구스토가 출시되었다.
대한민국에서는 2014년 6월 1일부터 롯데푸드와 네슬레가 지분을 50%씩 각각 투자해 합작법인 롯데네슬레코리아를 설립했다. 그러나 세계 대부분의 국가와 달리, 대한민국 시장에서는 국내 시장 점유율 1위를 굳건히 지키고 있는 동서식품에서 생산하는 제너럴 푸즈(현 크래프트 푸즈)의 커피 브랜드 맥심의 벽을 넘지는 못하고 있다.

## 제품
네스카페 주요 제품 목록
- Nescafé Original Blend
- Nescafé Classic
- Nescafé Clasico
- Nescafé Dolca[4]
- Nescafé Gold Blend
- Nescafé Gold Blend Decaf
- Nescafé Gold Blend Half Caff
- Nescafé Black Gold
- Nescafé Spécial Filtre (프랑스)
- Nescafe Blend 43
- Nescafé Blend 37
- Nescafé Decaff
- Nescafé Half Caff
- Nescafé Fine Blend
- Nescafé Partners Blend
- Café Parisien
- Nescafé Suraya
- Nescafé Alta Rica
- Nescafé Alta Rica Decaff
- Nescafé Allen
- Nescafé Cap Colombie
- Nescafé Espresso
- Nescafé Red Mug
- Nescafé Green Blend
- Nescafé Azera (바리스타 스타일의 인스턴트 커피)
- Nescafé Café de Olla[5]

네스카페의 전문 라인 범위
- Nescafé Arabiana (쿠웨이트, 미국, 카타르)
- Nescafé Cappuccino
- Nescafé Cappuccino Unsweetened
- Nescafé Cappuccino Skinny
- Nescafé Cappuccino Decaffeinated
- Nescafé Decaffeinated
- Nescafé Latte Macchiato
- Nescafé Latte
- Nescafé Latte Skinny
- Nescafé Ice Java Coffee Syrup
- Nescafé Excella
- Nescafé Smoovlatté

네스카페 Café Flavors 범위
- Vanilla
- Irish Cream
- Mocha
- Double Choca Mocha
- Mocha Skinny

외
대한민국에서 판매 중인 네스카페 주요 제품 목록
- 크레마
- 신선한모카
- 수프리모
- 바리스타
- 스페셜티
- 바리스타 커피머신
- 네스카페 돌체구스토

## 같이 보기
- 네스프레소